# Alan Caves
Alan Caves (* 5. Januar 1966 in Hillingdon) ist ein ehemaliger englischer Dartspieler, der bei der Professional Darts Corporation (PDC) aktiv war.

## Karriere
Caves begann bereits 1979 mit dem Dartspielen, blieb jedoch lange unter dem Radar. 2002 trat er der PDC bei und ab da auch öfter in Erscheinung. Mit den UK Open qualifizierte er sich 2003 erstmals für ein Majorturnier. Hier verlor er zum Auftakt gegen Richie Burnett. Später im Jahr war er dann auch beim World Grand Prix dabei. Auch hier scheiterte er in der ersten Runde, hier gegen Jamie Harvey.
2004 gelang ihm dann sein einziger bedeutsamer Titel, ein Sieg bei einem UK Open Qualifier. Im Finale setzte er sich gegen Dennis Priestley durch. Caves erreichte dann auch sein bestes Ergebnis bei der PDC bei den UK Open 2004, als er das Achtelfinale erreichte. Hier verlor er letztlich gegen Alan Warriner. Zuvor hatte er Dennis Smith und Robbie Widdows besiegt. Anschließend debütierte er beim World Matchplay und unterlag dort Dennis Priestley.
2005 konnte sich Caves erstmals für die Weltmeisterschaft qualifizieren. Er stieg in der zweiten Runde ein und verlor gegen den Niederländer Josephus Schenk. Zum wiederholten Male war er auch bei den UK Open dabei. Er verlor jedoch zum Auftakt gegen Colin Monk. Auch beim World Matchplay kam er über die erste Runde erneut nicht hinaus. Er verlor gegen Mark Dudbridge. Gleiches galt für den World Grand Prix, wo er John MaGowan unterlag.
Bei der Weltmeisterschaft 2006 unterlag Caves zum Auftakt gegen Steve Alker. Bei den UK Open widerfuhr ihm Selbiges, hier war ihm Sean Palfrey überlegen. 2007 war Caves dann letztmals bei einer Weltmeisterschaft vertreten. Hier gelang ihm sein erster und einziger Sieg bei selbiger, als er Wayne Mardle bezwang. Anschließend war gegen Dave Askew Schluss. Bei den UK Open verlor er sein erstes Spiel gegen Darren Webster. Wenig später war er bei der Erstaustragung der US Open dabei und verlor in der zweiten Runde.
Anschließend folgten für Caves nur noch zwei Majorturnier, die UK Open 2008 und 2009. Er verlor jeweils zum Auftakt. Seine Niederlage gegen Lee Williams beim Turnier von 2009 ist bis heute sein letztes aufgezeichnetes Spiel.

## Weltmeisterschaftsresultate

### PDC
- 2005: 2. Runde (0:3-Niederlage gegen  Josephus Schenk)
- 2006: 1. Runde (1:3-Niederlage gegen  Steve Alker)
- 2007: 2. Runde (2:4-Niederlage gegen  Dave Askew)

## Titel

### PDC
- UK Open Qualifiers: 1× 2004